# Hochyar Zebari
Hoshyar Zebari (né en 1953 à Aqra), est un homme politique irakien de la minorité Kurde. Il est Ministre des Affaires étrangères de l'Irak de 2003 à 2014.